# Dozip

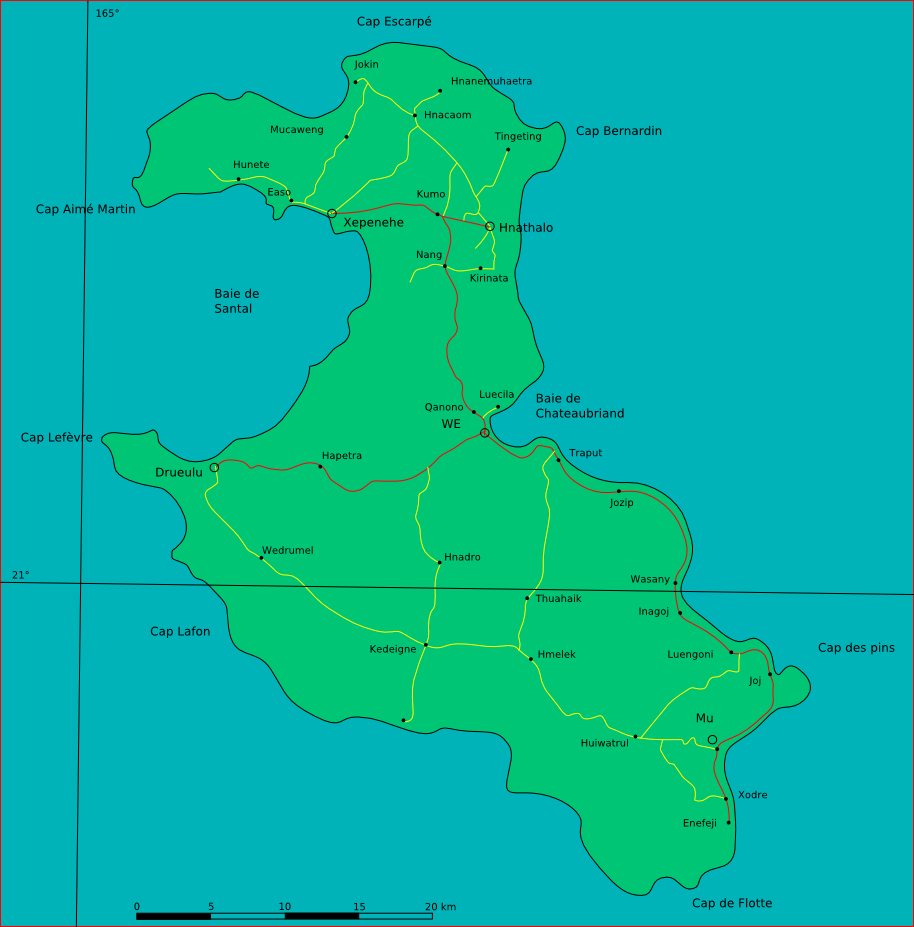
Dozip, côte Est de Lifou

Dozip, ou Jozip (prononcé Djozip), est une tribu de l'île de Lifou, en Nouvelle-Calédonie. Elle se situe dans le district coutumier de Lösi, sur la côte Est de l'île, entre les tribus de Traput et Hnaeu.
La chefferie coutumière de cette tribu appartient à la famille Haeweng Wahile dont provient le chef Hnathenge Haeweng.
La chefferie et ses sujets (serviteurs) constituent la première moitié nord de la tribu. Les sujets sont divisés en trois :
- Le clan Hnamaano, composé des familles Umepej (chef de clan), Haeweng, Gitie, Streeter et Ajapuhnya. Il a pour tâche de subvenir principalement aux travaux coutumiers concernant le chef.
- Le clan Fenegit, constitué de la famille Haocas.
- La famille Wasama, considérée comme le père de la chefferie et dispensée de tout travail vis-à-vis du chef, elle doit simplement être aux côtés de celui-ci lors des manifestations coutumières.

La moitié sud de la tribu n'a aucun lien direct avec la chefferie. Elle est constituée de trois clans uniquement :
- Les angete Druenem, dont provient les familles SIO et WAIA
- Le véritable propriétaire terrien de la moitié nord de Dozip qui correspond à la famille      WADRELA (Lihe WADRELA)
- Un clan issu de la tribu voisine (Hnaeu) et regroupant les familles Koidrun et Streeter, sujets de la chefferie Waheo (Hnaeu).

## Wahile et Wadrela
Avant l'arrivée des européens, des conflits tribaux se déroulaient constamment en Nouvelle-Calédonie. À Lifou, les 3 districts (Lösi, Wetr et Gaica) s'affrontent uniquement aux environs de Wé : l'endroit regroupe 4 tribus dont chacune appartient à un des trois districts (Hnase pour Losi, Qanono pour Gaica, Luecila et Hnapalu pour Wetr) et fait aujourd'hui office de capitale et centre de l'île.
Aux environs de Qanono se trouve justement Wahile, provenant de thuahaik (tribu situé sur le plateau sud de l'île) après la séparation de ses frères et de leurs mères les "lue jajiny".[réf. souhaitée]